# Rüti (Zúrich)
Rüti es una ciudad y comuna suiza del cantón de Zúrich, situada en el distrito de Hinwil. Limita al norte con la comuna de Dürnten, al este con Wald, al sur con Eschenbach (SG) y Rapperswil-Jona (SG), y al oeste con Bubikon.

## Transportes
Ferrocarril
Cuenta con una estación de ferrocarril que oferta diferentes servicios de cercanías debido a que en esa estación inician su trayecto o efectúan parada varias líneas de la red S-Bahn Zúrich.

## Ciudades hermanadas
- Ispica.